# كارلوس سوريا
كارلوس سوريا هو محامي وسياسي أرجنتيني، ولد في 1 مارس 1949 في General Daniel Cerri ‏ في الأرجنتين، وتوفي في 2012 في مدينة جنرال روكا، ريو نيغرو في الأرجنتين. نشط حزبياً في الحزب العدلي.

## مناصب
- انتخب Governor of Río Negro Province [الإنجليزية]‏ (10 ديسمبر 2011 – 2012).
- انتخب عضو مجلس النواب في الأرجنتين ‏ عن دائرة بوينس آيرس (10 ديسمبر 1999 – 4 فبراير 2002).
- انتخب عضو مجلس النواب في الأرجنتين ‏ عن دائرة ريو نيغرو (10 ديسمبر 1987 – 10 ديسمبر 1999).
- انتخب عمدة مدينة جنرال روكا، ريو نيغرو (10 ديسمبر 2003 – 10 ديسمبر 2011).